# U-371
| U-371 | U-371 | U-371 |
| --- | --- | --- |
| U 371 | | |
| | | |
| Зображення підводного човна підтипу VIIC                                                                     | | |
| Верф | Howaldtswerke-Deutsche Werft, Кіль | Howaldtswerke-Deutsche Werft, Кіль |
| Під прапором                                                                                                 | Третій Рейх | Третій Рейх |
| Належність                                                                                                   | Крігсмаріне | Крігсмаріне |
| Порт приписки                                                                                                | Кіль, Брест, Саламін, Ла-Спеція, Тулон, Пола | Кіль, Брест, Саламін, Ла-Спеція, Тулон, Пола |
| Замовлення                                                                                                   | 23 вересня 1939 | 23 вересня 1939 |
| Закладений                                                                                                   | 17 листопада 1939 | 17 листопада 1939 |
| Спуск на воду                                                                                                | 27 січня 1941 | 27 січня 1941 |
| Введений до складу флоту                                                                                     | 15 березня 1941 | 15 березня 1941 |
| На службі | 1941—1944 | 1941—1944 |
| Загибель | 4 травня 1944 року затоплений північно-східніше Буже глибинними бомбами американських «Прайд», «Дж. Кемпбелл» та французьких «Сенегаліз» і «Альціон» та британського «Бланкні» кораблів | 4 травня 1944 року затоплений північно-східніше Буже глибинними бомбами американських «Прайд», «Дж. Кемпбелл» та французьких «Сенегаліз» і «Альціон» та британського «Бланкні» кораблів |
| Бойовий досвід                                                                                               | Друга світова війна Битва за Атлантику * Конвой OG 69 * Конвой HG 73 Середземномор'я * Кампанія U-Boot на Середземному морі Мальтійські конвої                                          | Друга світова війна Битва за Атлантику * Конвой OG 69 * Конвой HG 73 Середземномор'я * Кампанія U-Boot на Середземному морі Мальтійські конвої                                          |
| Проєкт | | |
| Тип ПЧ | середній торпедний ДПЧ | середній торпедний ДПЧ |
| Вартість | 4 714 000 ℛℳ | 4 714 000 ℛℳ |
| Основні характеристики                                                                                       | | |
| Швидкість (надводна)                                                                                         | 17,9 вузла | 17,9 вузла |
| Швидкість (підводна)                                                                                         | 8 вузлів | 8 вузлів |
| Робоча глибина занурення                                                                                     | 100 м | 100 м |
| Гранична глибина занурення                                                                                   | 220 м | 220 м |
| Автономність плавання                                                                                        | 135—174 км на швидкості 4 вузли (в підводному положенні) 11 470 км на швидкості 10 вузлів (у надводному положенні)                                                                      | 135—174 км на швидкості 4 вузли (в підводному положенні) 11 470 км на швидкості 10 вузлів (у надводному положенні)                                                                      |
| Екіпаж | 44—60 осіб | 44—60 осіб |
| Розміри | | |
| Довжина найбільша (по КВЛ)                                                                                   | 67,1 м | 67,1 м |
| Ширина корпусу найб.                                                                                         | 6,2 м | 6,2 м |
| Висота | 9,6 м | 9,6 м |
| Середня осадка (по КВЛ)                                                                                      | 4,74 м | 4,74 м |
| Водотоннажність надводна                                                                                     | 769 т | 769 т |
| Силова установка                                                                                             | | |
| дизель-електрична; 2 дизельних двигуни MAN M 6 V 40/46, 2 електродвигуни Siemens-Schuckert-Werke GU 343/38-8 | | |
| Гвинти | 2 | 2 |
| Потужність                                                                                                   | 2800—3200 к.с. (дизелі) 750 к.с. (електродвигуни) | 2800—3200 к.с. (дизелі) 750 к.с. (електродвигуни) |
| Озброєння | | |
| Артилерія | 1 × 88-мм палубна гармата SK C/35 | 1 × 88-мм палубна гармата SK C/35 |
| Торпедно- мінне озброєння                                                                                    | 4 носових і один кормовий ТА 14 торпед або 26 мін TMA | 4 носових і один кормовий ТА 14 торпед або 26 мін TMA |
| ППО | 1 × 37-мм зенітна гармата Flak M42 2 × 20-мм зенітні гармати FlaK 30 | 1 × 37-мм зенітна гармата Flak M42 2 × 20-мм зенітні гармати FlaK 30 |

U-371 — німецький середній підводний човен типу VIIC, що входив до складу Військово-морських сил Третього Рейху за часів Другої світової війни. Закладений 17 листопада 1939 року на верфі № 2 компанії Howaldtswerke-Deutsche Werft у Кілі, спущений на воду 27 січня 1941 року. 15 березня 1941 року корабель увійшов до складу 1-ї навчальної флотилії ПЧ ВМС нацистської Німеччини.

## Історія
U-371 належав до німецьких підводних човнів типу VIIC, найчисельнішого типу субмарин Третього Рейху, яких було випущено 703 одиниці. Службу розпочав у складі 1-ї навчальної флотилії ПЧ, з 1 липня 1941 року переведений до бойового складу цієї флотилії. 1 листопада 1941 року переведений до 23-ї флотилії ПЧ, що діяла в акваторії Середземного моря й базувалася на грецькому острові Саламін. 15 квітня 1942 року корабель перевели до 29-ї флотилії ПЧ, з базуванням у Ла-Спеції. В період з червня 1941 до травня 1944 року U-371 здійснив 19 бойових походів в Атлантичний океан та у Середземне море, провівши в морі 412 днів. Підводний човен потопив 13 кораблів і суден (67 573 тонн) і 6 кораблів та суден пошкодив (30 572 тонни)..
Вночі з 2 на 3 травня 1944 року U-371 був помічений під час дев'ятнадцятого бойового походу був виявлений під час підзарядки акумуляторів на поверхні біля Джіджеллі на узбережжі Алжиру. В район виявленого ворожого човна негайно була відряджена група мисливців на човни у складі 6 ескортних кораблів і 3 ескадрилей літаків. Вони полювали на човен до раннього ранку 4 травня, коли оберлейтенанту-цур-зее Фенскі довелося спливти на поверхню, щоб врятувати свою команду. Він зумів дати відсіч і торпедував і пошкодив американський ескортний міноносець «Менгес» і французький есмінець супроводу «Сенегаліз», перш ніж припинити протидію.
О 4:09 4 травня був затоплений на північний схід від Буже глибинними бомбами ескортних міноносців: американських «Прайд», «Дж. Кемпбелл», французьких «Сенегаліз» і «Альціон» та британського «Бланкні». 3 члени екіпажу загинули та 49 вижили.

## Командири
- Капітан-лейтенант Генріх Дріфер (15 березня 1941 — 5 квітня 1942)
- Оберлейтенант-цур-зее Карл-Отто Вебер (26 березня — 6 квітня 1942)
- Капітан-лейтенант Гайнц-Йоахім Нойманн (6 квітня — 24 травня 1942) — виконувач обов'язків.
- Капітан-лейтенант Вальдемар Мель (25 травня 1942 — 4 квітня 1944)
- Оберлейтенант-цур-зее Горст-Арно Фенскі (5 квітня — 4 травня 1944)

## Перелік уражених U-371 суден у бойових походах
| №                                                                 | Дата            | Командир                | Назва                | Тип                         | Належність                              | Водотоннажність (брт) | Вантаж | Конвой         | Результат та координати                                                            | Наслідки атаки для екіпажу                            | Прим.                                                                     |
| ----------------------------------------------------------------- | --------------- | ----------------------- | -------------------- | --------------------------- | --------------------------------------- | --------------------- | --- | -------------- | ---------------------------------------------------------------------------------- | ----------------------------------------------------- | ------------------------------------------------------------------------- |
| Перший похід (5.06—1.07.1941, 27 діб; Кіль—Брест)                 |                 |                         |                      |                             |                                         |                       | |                |                                                                                    |                                                       |                                                                           |
| 1                                                                 | 12 червня 1941  | Kptlt. Генріх Дріфер    | Silverpalm           | суховантажне судно          | Велика Британія                         | 6 373                 | 9000 тонн генеральних вантажів                                                                            |                | потоплено 56°27′ пн. ш. 25°12′ зх. д. / 56.450° пн. ш. 25.200° зх. д.              | 68 (усі загинули)                                     |                                                                           |
| 2                                                                 | 24 червня 1941  | Kptlt. Генріх Дріфер    | Vigrid               | суховантажне судно          | Норвегія                                | 4 765                 | 6000 тонн генеральних вантажів, у тому числі 1000 тонн спелтера, 500 тонн міді і 752 тонни заліза і сталі | Конвой HX 133  | потоплено 54°30′ пн. ш. 41°30′ зх. д. / 54.500° пн. ш. 41.500° зх. д.              | 47 (26 загиблих та 21 вцілілий)                       |                                                                           |
| Другий похід (23.07—19.08.1941, 28 діб; Брест—Брест)              |                 | Kptlt. Генріх Дріфер    |                      |                             |                                         |                       | |                |                                                                                    |                                                       |                                                                           |
| 3                                                                 | 30 липня 1941   | Kptlt. Генріх Дріфер    | Shahristan           | суховантажне судно          | Велика Британія                         | 6 935                 | 68 пасажирів, державні товари і генеральні вантажі                                                        | Конвой OS 1    | потоплено 35°19′ пн. ш. 23°53′ зх. д. / 35.317° пн. ш. 23.883° зх. д.              | 141 (65 загинуло, зокрема 28 пасажирів, та 76 вижило) |                                                                           |
| 4                                                                 | 30 липня 1941   | Kptlt. Генріх Дріфер    | Sitoebondo           | суховантажне судно          | Нідерланди                              | 7 049                 | 3545 тонн генеральних вантажів                                                                            | Конвой OS 1    | потоплено 35°19′ пн. ш. 23°53′ зх. д. / 35.317° пн. ш. 23.883° зх. д.              | 77 (14 загинули та 63 вижили)                         |                                                                           |
| Дев'ятий похід (07.12.1942—10.01.1943, 35 діб; Мессіна—Ла-Спеція) |                 |                         |                      |                             |                                         |                       | |                |                                                                                    |                                                       |                                                                           |
| 5                                                                 | 7 січня 1943    | Kptlt. Вальдемар Мель   | «Юра»                | протичовновий траулер       | Військово-морські сили Великої Британії | 545                   | |                | потоплений 36°58′ пн. ш. 3°48′ сх. д. / 36.967° пн. ш. 3.800° сх. д.               | 37 (17 загинули та 20 вижили)                         |                                                                           |
| 6                                                                 | 7 січня 1943    | Kptlt. Вальдемар Мель   | Ville de Strasbourg  | військове транспортне судно | Велика Британія                         | 7 159                 | вугілля і баласт                                                                                          | Конвой MKS 5   | пошкоджено 35°19′ пн. ш. 23°53′ зх. д. / 35.317° пн. ш. 23.883° зх. д.             | 51 (усі вижили)                                       |                                                                           |
| Десятий похід (14.02—03.03.1943, 18 діб; Ла-Спеція—Ла-Спеція)     |                 | Kptlt. Вальдемар Мель   |                      |                             |                                         |                       | |                |                                                                                    |                                                       |                                                                           |
| 7                                                                 | 23 лютого 1943  | Kptlt. Вальдемар Мель   | Fintra               | суховантажне судно          | Велика Британія                         | 2 089                 | 340 тонн військових товарів, включаючи боєприпаси                                                         | Конвой «Рупсі» | потоплено 36°57′ пн. ш. 3°41′ сх. д. / 36.950° пн. ш. 3.683° сх. д.                | 35 (9 загинуло та 26 вижило)                          |                                                                           |
| 8                                                                 | 28 лютого 1943  | Kptlt. Вальдемар Мель   | Daniel Carroll       | суховантажне судно          | США                                     | 7 176                 | 4800 тонн генеральних вантажів                                                                            | Конвой TE 16   | пошкоджено 36°57′ пн. ш. 3°41′ сх. д. / 36.950° пн. ш. 3.683° сх. д.               | 100 (усі вижили)                                      | судно класу «Ліберті»                                                     |
| Одинадцятий похід (7.04—11.05.1943, 35 діб; Ла-Спеція—Тулон)      |                 | Kptlt. Вальдемар Мель   |                      |                             |                                         |                       | |                |                                                                                    |                                                       |                                                                           |
| 9                                                                 | 27 квітня 1943  | Kptlt. Вальдемар Мель   | Merope               | суховантажне судно          | Нідерланди                              | 1 162                 | баласт |                | потоплено 36°57′ пн. ш. 4°02′ сх. д. / 36.950° пн. ш. 4.033° сх. д.                | 34 (10 загинуло та 24 вижили                          |                                                                           |
| Дванадцятий похід (3.07—12.07.1943, 10 діб; Тулон—Тулон)          |                 | Kptlt. Вальдемар Мель   |                      |                             |                                         |                       | |                |                                                                                    |                                                       |                                                                           |
| 10                                                                | 10 липня 1943   | Kptlt. Вальдемар Мель   | Gulfprince           | танкер                      | США                                     | 6 561                 | 1000 барелів авіаційного бензину (октанове число 100) у резервуарі № 3 і баласт (солона вода)             | Конвой ET 22A  | пошкоджений 37°13′ пн. ш. 5°12′ сх. д. / 37.217° пн. ш. 5.200° сх. д.              | 63 (1 загинув та 62 вижили)                           |                                                                           |
| 11                                                                | 10 липня 1943   | Kptlt. Вальдемар Мель   | Matthew Maury        | суховантажне судно          | США                                     | 7 176                 | 1200 тонн баласту                                                                                         | Конвой ET 22A  | пошкоджено 37°13′ пн. ш. 5°12′ сх. д. / 37.217° пн. ш. 5.200° сх. д.               | 78 (усі вижили)                                       | судно класу «Ліберті»                                                     |
| Тринадцятий похід (22.07—11.08.1943, 21 доба; Тулон—Тулон)        |                 | Kptlt. Вальдемар Мель   |                      |                             |                                         |                       | |                |                                                                                    |                                                       |                                                                           |
| 12                                                                | 7 серпня 1943   | Kptlt. Вальдемар Мель   | Contractor           | суховантажне судно          | Велика Британія                         | 6 004                 | 6110 тонн генеральних вантажів, у тому числі 3500 тонн державних товарів і пошти                          | Конвой GTX 5   | потоплено 37°15′ пн. ш. 7°21′ сх. д. / 37.250° пн. ш. 7.350° сх. д.                | 83 (7 загинуло та 76 вижило)                          |                                                                           |
| П'ятнадцятий похід (7.10—28.10.1943, 22 доби; Тулон—Тулон)        |                 | Kptlt. Вальдемар Мель   |                      |                             |                                         |                       | |                |                                                                                    |                                                       |                                                                           |
| 13                                                                | 11 жовтня 1943  | Kptlt. Вальдемар Мель   | «Хайт»               | тральщик                    | Військово-морські сили Великої Британії | 656                   | | Конвой MKS 27  | потоплений 37°04′ пн. ш. 5°00′ сх. д. / 37.067° пн. ш. 5.000° сх. д.               | 82 (62 загинули та 20 вціліли)                        | тральщик типу «Бангор»                                                    |
| 14                                                                | 13 жовтня 1943  | Kptlt. Вальдемар Мель   | «Бристоль»           | ескадрений міноносець       | Військово-морські сили США              | 1 630                 | |                | потоплений 37°19′ пн. ш. 6°19′ сх. д. / 37.317° пн. ш. 6.317° сх. д.               | 293 (52 загинули та 241 вцілів)                       | ескадрений міноносець «Глівз»                                             |
| 15                                                                | 15 жовтня 1943  | Kptlt. Вальдемар Мель   | James Russell Lowell | суховантажне судно          | США                                     | 7 176                 | баласт (1200 тонн піску та гравію)                                                                        | Конвой GUS 18  | конструктивно зруйноване 37°22′ пн. ш. 7°08′ сх. д. / 37.367° пн. ш. 7.133° сх. д. | 74 (усі вижили)                                       | судно класу «Ліберті»                                                     |
| Вісімнадцятий похід (4.03—25.03.1944, 22 доби; Тулон—Тулон)       |                 | Kptlt. Вальдемар Мель   |                      |                             |                                         |                       | |                |                                                                                    |                                                       |                                                                           |
| 16                                                                | 17 березня 1944 | Kptlt. Вальдемар Мель   | Dempo                | військове транспортне судно | Нідерланди                              | 17 024                | баласт (225 тонн чавуну і 2500 тонн піску)                                                                | Конвой SNF 17  | потоплено 37°08′ пн. ш. 5°27′ сх. д. / 37.133° пн. ш. 5.450° сх. д.                | 333 (усі вижили)                                      | одне з найбільших суден та кораблів потоплених U-Boot                     |
| 17                                                                | 17 березня 1944 | Kptlt. Вальдемар Мель   | Maiden Creek         | суховантажне судно          | США                                     | 6 165                 | баласт | Конвой SNF 17  | конструктивно зруйноване 37°08′ пн. ш. 5°27′ сх. д. / 37.133° пн. ш. 5.450° сх. д. | 78 (8 загинуло та 70 вижили)                          |                                                                           |
| Дев'ятнадцятий похід (23.04—4.05.1944, 12 діб; Тулон—загибель)    |                 |                         |                      |                             |                                         |                       | |                |                                                                                    |                                                       |                                                                           |
| 18                                                                | 3 травня 1944   | Oblt. Горст-Арно Фенскі | «Менгес»             | ескортний міноносець        | Військово-морські сили США              | 1 200                 | |                | пошкоджений 37°01′ пн. ш. 5°29′ сх. д. / 37.017° пн. ш. 5.483° сх. д.              | ? (31 загиблий та ? вцілілих)                         | ескортний міноносець типу «Едсалл»                                        |
| 19                                                                | 4 травня 1944   | Oblt. Горст-Арно Фенскі | «Сенегаліз»          | ескортний міноносець        | ВМС Вільної Франції                     | 1 300                 | | Конвой GUS 38  | пошкоджений 37°49′ пн. ш. 5°39′ сх. д. / 37.817° пн. ш. 5.650° сх. д.              | ? (? загиблих та ? вцілілих)                          | колишній американський ескортний міноносець «Корбезьє» типу «Джон Батлер» |